# П'єтро Дженералі (баскетболіст)
П'єтро Дженералі (італ. Pietro Generali, 19 жовтня 1958) — італійський баскетболіст.
Учасник Олімпійських Ігор 1980 року.
Срібний призер Олімпійських ігор 1980 року.